# Ангольский скворцовый конёк
Ангольский скворцовый конёк (лат. Macronyx grimwoodi) — вид птиц семейства трясогузковых. Подвидов не выделяют. Распространён в Анголе, Демократической Республике Конго и Замбии.

## Описание
Ангольский скворцовый конёк достигает длины 19,5—21 см и массы тела от 46 до 49 г. Область ото лба до затылка, плечи, надхвостье, кроющие перья крыла коричневые с широкими черновато-палевыми полосами. Маховые перья чёрного цвета с белыми кончиками. Хвост чёрный; крайние рулевые перья белые, а второе и третье перья имеют белые кончики. Полоса, проходящая через глаз; боковые стороны головы, кроющие ушей и нижняя часть тела интенсивного палевого цвета, иногда с розовым оттенком. Подбородок и горло насыщенного лососевого цвета. Боковые стороны шеи, груди и брюха покрыты чёрными прожилками. Радужная оболочка коричневая. Надклювье розовое, подклювье от серого до почти белого цвета, ноги красновато-коричневые.

## Распространение, места обитания и биология
Ангольский скворцовый конёк распространён на территории от юга Демократической Республики Конго до западно-центральной и восточной Анголы и крайней северо-западной части Замбии. По оценкам, площадь ареала составляет 828 000 км2. Обитает на влажных лугах, особенно вблизи ручьев, рек, дренажных канав. Встречается на высоте от 800 до 1500 м над уровнем моря. 
Ангольский скворцовый питается насекомыми, в частности прямокрылыми и мелкими жуками. Добывает пищу поодиночке, парами, иногда небольшими семейными группами. Биология размножения практически не исследована. Период размножения в Анголе, вероятно, начинается в октябре. В феврале в Демократической Республике Конго было найдено гнездо, содержащее два яйца.